# Cellio con Breia
Cellio con Breia est une commune de la province de Verceil dans le Piémont en Italie.

## Administration
| Période                                  | Période | Identité | Étiquette | Qualité |
| ---------------------------------------- | ------- | -------- | --------- | ------- |
|                                          |         |          |           |         |
| Les données manquantes sont à compléter. |         |          |           |         |

### Hameaux
Breia, Cellio, Agua, Carega, Allera, Merlera, Valmonfredo, Viganallo, Cosco, Arva, Crabia, Forcola, Maddalena, Mollie, Casaccia, Tairano, Mascherana, Casa Resegotti, Cerchiera, Agarla, Bosco, Zagro, Baltegora, Sella, Culagna, Camo, Fronto

### Communes limitrophes
Borgosesia, Madonna del Sasso (VB), Quarona, Valduggia, Varallo Sesia